# 대한민국 민법 제832조
대한민국 민법 제814조는 가사로 인한 채무의 연대책임에 대한 민법 가족법 조문이다.

## 조문
제832조(가사로 인한 채무의 연대책임) 부부의 일방이 일상의 가사에 관하여 제삼자와 법률행위를 한 때에는 다른 일방은 이로 인한 채무에 대하여 연대책임이 있다. 그러나 이미 제삼자에 대하여 다른 일방의 책임없음을 명시한 때에는 그러하지 아니하다.

第832條(家事로 因한 債務의 連帶責任) 夫婦의 一方이 日常의 家事에 關하여 第三者와 法律行爲를 한 때에는 다른 一方은 이로 因한 債務에 對하여 連帶責任이 있다. 그러나 이미 第三者에 對하여 다른 一方의 責任없음을 明示한 때에는 그러하지 아니하다.

## 참고 문헌
- 오현수, 일본민법, 진원사, 2014. ISBN 9788963463452
- 오세경, 대법전, 법전출판사 , 2014 ISBN 9788926210277
- 이준현 , LOGOS 민법 조문판례집, 미래가치, 2015. ISBN 9791155020869

## 같이 보기
- 혼인신고